# Adam Holm
 Der er flere personer med dette navn, se Adam Holm Jørgensen.
Adam Holm (født 17. september 1969) er en dansk studievært, historiker og anmelder.
Adam Holm har en ph.d. i moderne historie fra Københavns Universitet. Hans ph.d. var om højreradikalismen i Europa, og han har som journalist beskæftiget sig med den arabiske verden og islam.
Han arbejdede for Politiken som debatredaktør og som vært på Faglitteratur på P1. I 2006 kom han til tv-kanalen DR2. Samme år var han sammen med Asmaa Abdol-Hamid vært på DR2-programmet Adam og Asmaa, hvor han som ateist skulle fungere i et makkerskab med den bekendende muslim Asmaa. I den forbindelse blev han beskrevet som en "ikke-troende, kritisk rationalist". Holm var studievært på Deadline på DR2 indtil han i 2012 påtog sig jobbet som DR2's kanalchef i et halvt år. I 2013 vendte han tilbage som nyhedsvært på Deadline, indtil han i februar 2016 valgte at stoppe.
I 2018 medvirkede han i TV-serien "Adam og Eva", hvor temaet var, om vores moderne verden er blevet et frisindets paradis på jord, eller om vi har glemt vores kristne moralske kompas. 
Holm har bidraget til flere bøger, blandt andre Med andre øjne med Peter Christensen og Marcus Rubin fra 2007 og Orientalske rejser fra 2010 med Anders Jerichow.
Han udgav i 2020 en biografi om Syriens leder Bashar al-Assad.

## Kontroverser
Onsdag den 21. januar 2009 offentliggjorde Politiken en kronik af Adam Holm. Kronikken omhandlede mediernes behandling af konflikten mellem Israel og Hamas, specifikt Israels offensiv i Gaza i december 2008 til januar 2009. Adam Holm modtog en reprimande fra DR's ledelse for at have brudt DR's etiske regelsæt ved at sammenblande sin rolle som debattør og studievært. DR blev i et læserbrev efterfølgende beskyldt for at forskelsbehandle sine ansatte, fordi journalisten Jacob Illeborg ikke fik en påtale for sin bog Danmark set udefra.
Med baggrund i sin ateisme og udgangspunkt i et tragisk dødsfald i sin familie skrev Adam Holm endnu en kronik i Politiken, denne gang med religionskritik.
"Religion er ganske enkelt ren narresut" mente han og karakteriserede religion som "et giftstof, der hindrer blodtilførsel til hjernen og lammer fornuften."
Kronikken blev udgivet i maj 2013 og medførte en længerevarende principiel diskussion om DR's tv-værters ytringsfrihed, upartiskhed og uafhængighed.
Holm fik en påtale af DR, og lederen Jacob Kwon Henriksen udtalte i november 2013, at "hvis man er vært, brander man DR ... Derfor er der grænser for, hvilke holdninger de (DR's tv-værter) kan lufte i det offentlige rum".
Folketingets Ombudsmand, Jørgen Steen Sørensen, var i oktober samme år gået ind i sagen af egen drift.
Sagen sluttede året efter i september 2014, hvor DR's påtale af Adam Holm blev frafaldet, og DR iværksatte ændringer i proceduren i forbindelse med medarbejderes ytringsfrihed.
I Deadline den 11. januar 2015 interviewede Adam Holm udlandsredaktør på Jyllands-Posten, Flemming Rose om kampen for ytringsfrihed. Under interviewet viste Adam Holm en gengivelse af Muhammed-tegningerne i Roses bog Tavshedens Tyranni i sammenlagt 23 sekunder. Adam Holm blev efterfølgende indkaldt til en samtale med DR's nyhedsdirektør Ulrik Haagerup, fordi Adam Holm havde overtrådt DR's interne retningslinje om kun at vise tegningerne af "ekstraordinære grunde". Hændelsen var efterfølgende medvirkende til, at Danske Bladtegnere ophævede en særaftale fra 2009 med DR, således at DR fremover skal have en aftale med den enkelte bladtegner for at kunne vise tegningerne. Adam Holm kaldte udmeldingen for et "knæfald af rang" og "et svigt over for de mange moderate muslimer både her i Vesten og i Mellemøsten, som er konfronteret med presset fra islamisterne".

### Som redaktør
- Adam Holm; Michael Jarlner; Per Michael Jespersen, red. (2002), Islam i Danmark, Gyldendal, ISBN 87-02-01055-0, OCLC 470050231, OL 31574435M, Wikidata  Q108295152
- Adam Holm; Peter Scharff Smith, red. (2003), Idealisme eller fanatisme?, ISBN 87-553-3400-8, OCLC 63687603, OL 23572202M, Wikidata  Q108294659
- Adam Holm; Anders Jerichow, red. (2010), Orientalske rejser, Gyldendal, ISBN 978-87-02-05312-8, OL 43898685M, Wikidata  Q108294302

### Artikler
- Bjørn Schreiber Pedersen; Adam Holm (marts 1998), "Restraining excesses: Resistance and counter‐resistance in nazi‐occupied Denmark 1940–1945", Terrorism and Political Violence, 10 (1): 60-89, doi:10.1080/09546559808427444, Wikidata  Q108294287
- Adam Holm (december 2001), "'Opposing the past': Danish Radical Conservatism and Right-Wing Authoritarianism in the Inter-War Years", Totalitarian Movements and Political Religions, 2 (3): 1-24, doi:10.1080/714005455, Wikidata  Q108294283

### Anmeldelser
- Adam Holm (1. januar 1996), "Stefan Breuer: Anatomie der Konservativen Revolution. Darmstadt, Wissenschaftliche Buchgesellschaft 1993, 232 s., 39,80 DM.", Historisk Tidsskrift, Wikidata  Q108295093
- Adam Holm (1. januar 1998), "Asker under okkupasjonen, Hans Christian Mamen (Utgitt av Asker og Baerum: Historielag,  1993),  200pp.", Holocaust and Genocide Studies, 12 (1): 206-208, doi:10.1093/HGS/12.1.206, Wikidata  Q108294610
- Adam Holm (2000), "Hans Mørup: På fløjen. En Sønderjysk stridsmands erindringer fra kultur- og modstandskamp 1929-1945. Kredsen i Aabenraa 1940-1945. Historisk Samfund for Sønderjylland, Aabenraa, 2000.", Historisk Tidsskrift, Wikidata  Q108294966